# FC GRASION 東葛
FC GRASION 東葛（エフシーグラシオントウカツ）は、千葉県東葛地区（野田市・流山市・松戸市・柏市・我孫子市・鎌ケ谷市）をホームタウンとして活動しているクラブチーム。Jリーグ加盟を目指すクラブの1つである。現在、千葉県社会人サッカーリーグ1部に所属。

## 概要
FC GRASION 東葛は2021年11月に創設。株式会社GRASIONが運営を行っている。チーム名の由来は、スペイン語でgracias（感謝）×passion（情熱）を合わせた言葉。ホームスタジアムは千葉県野田市にある小さな森の家フィールドを使用している。

## 歴史
- 2023年：千葉県社会人サッカーリーグ3部優勝。
- 2024年：下部組織として幼児から小学生までのジュニアスクール（U-12）を設立。
- 2024年：第31回全国クラブチームサッカー選手権大会 （天皇杯）千葉県大会ブロックトーナメントベスト8。
- 2024年：元サッカー日本代表の南雄太がGKコーチ兼チームアドバイザーとして加入。
- 2024年：柏市内全ての小学校42校へ3球ずつサッカーボールを寄贈。
- 2024年：野田市内全ての小学校20校へ3球ずつサッカーボールを寄贈。
- 2024年：元Jリーガー澤昌克が選手兼ロールモデルコーチ、スクールアドバイザーとして加入。
- 2024年：流山市内全ての小学校19校へ3球ずつサッカーボールを寄贈。
- 2024年：我孫子市内全ての小学校13校へ3球ずつサッカーボールを寄贈。
- 2024年：鎌ヶ谷市内全ての小学校9校へ3球ずつサッカーボールを寄贈。
- 2024年：千葉県社会人サッカーリーグ2部優勝。2年連続優勝で1部へ昇格。
- 2024年：松戸市内全ての小学校45校へ3球ずつサッカーボールを寄贈。
- 2025年：第32回全国クラブチームサッカー選手権大会 （天皇杯）千葉県大会決勝トーナメントベスト8。

## トップチーム選手一覧
| Pos | No. | 選手名            | 生年月日       | 身長／体重  | 利き足 | 出身地           |
| --- | --- | ----------------- | -------------- | ----------- | ------ | ---------------- |
| GK  | 1   | 小南 諒弥         | 2001年05月18日 | 190cm／89kg | 右     | 千葉県市川市     |
| GK  | 22  | 佐藤 諒           | 2003年06月07日 | 182cm／78kg | 右     | 岩手県盛岡市     |
| GK  | 37  | 福島 晃           | 2005年07月24日 | 172cm／65kg | 右     | 千葉県松戸市     |
| DF  | 2   | 須田 楓太         | 2001年11月19日 | 178cm／70kg | 右     | 埼玉県さいたま市 |
| DF  | 3   | 根本 泰志         | 2002年07月22日 | 176cm／74kg | 右     | 茨城県下妻市     |
| DF  | 4   | 川津 思温         | 2000年04月22日 | 170cm／66kg | 右     | 千葉県松戸市     |
| DF  | 5   | 関 海翔           | 2000年06月11日 | 175cm／75kg | 右     | 千葉県松戸市     |
| DF  | 6   | 町田 凌黎         | 2005年09月13日 | 174cm／65kg | 右     | 神奈川県川崎市   |
| DF  | 14  | 森 駿斗           | 2002年04月08日 | 177cm／71kg | 右     | 神奈川県平塚市   |
| DF  | 16  | 沼田 哲           | 2006年10月08日 | 184cm／75kg | 右     | 千葉県印西市     |
| DF  | 18  | オグヴァーグ 翔星 | 2001年06月24日 | 180cm／72kg | 右     | 神奈川県厚木市   |
| DF  | 20  | 角井 一惺         | 2006年07月22日 | 166cm／58kg | 右     | 兵庫県西宮市     |
| DF  | 66  | 清宮 優希         | 2002年09月06日 | 170cm／67kg | 右     | 埼玉県入間市     |
| DF  | 99  | 近藤 悠翔         | 2002年7月8日   | 182cm／72kg | 右     | 岡山県岡山市     |
| MF  | 7   | 井田 祐成         | 2001年04月28日 | 173cm／69kg | 右     | 東京都日野市     |
| MF  | 8   | 野中 陸           | 2002年05月08日 | 174cm／68kg | 右     | 静岡県藤枝市     |
| MF  | 9   | 青島 健大         | 2002年05月16日 | 166cm／62kg | 右     | 静岡県藤枝市     |
| MF  | 10  | 宮坂 健太         | 1997年09月24日 | 169cm／72kg | 右     | 千葉県柏市       |
| MF  | 13  | 大塚 唯翔         | 2001年12月06日 | 171cm／67kg | 右     | 群馬県太田市     |
| MF  | 15  | 澤 昌克           | 1983年04月08日 | 170cm／63kg | 右     | 千葉県柏市       |
| MF  | 23  | 酒井 亮弥         | 2002年02月15日 | 170cm／68kg | 右     | 埼玉県幸手町     |
| MF  | 39  | 日野 晴貴         | 2004年07月07日 | 170cm／64kg | 右     | 千葉県我孫子市   |
| MF  | 77  | 松田 優人         | 2001年05月05日 | 169cm／60kg | 右     | 千葉県千葉市     |
| FW  | 11  | 内山 太一朗       | 2002年02月15日 | 174cm／74kg | 右     | 千葉県松戸市     |
| FW  | 17  | 渡邉 建太         | 2001年05月16日 | 168cm／65kg | 右     | 千葉県柏市       |
| FW  | 44  | 平塚 淳一         | 2001年07月25日 | 191cm／86kg | 右     | 千葉県千葉市     |
| FW  | 88  | 中山 詠人         | 2003年10月12日 | 173cm／68kg | 右     | 千葉県柏市       |

## ユニホーム

### クラブカラー
- レッド    ホワイト

### ユニフォームサプライヤー
- 2023年：アディダス
- 2024年：アディダス
- 2025年：EVE

### 2025年ユニフォームスポンサー
| 提出箇所   | スポンサー名                     | 提出年 |
| ---------- | -------------------------------- | ------ |
| 胸         | 家族葬式場小さな森の家           | 2023年 |
| 背中上部   | 株式会社金宝堂                   | 2023年 |
| 袖         | ほねキング整骨院                 | 2024年 |
| 鎖骨       | 渡辺農事株式会社                 | 2025年 |
| 鎖骨       | 株式会社ショウ・コーポレーション | 2025年 |
| パンツ前面 | 株式会社LEVEL                    | 2024年 |